# Богданенко, Виктор Александрович
Виктор Александрович Богданенко (1925—2002) — участник Великой Отечественной войны, наводчик орудия 530-го истребительно-противотанкового артиллерийского полка (28-я армия, 1-й Украинский фронт), сержант. Герой Советского Союза (1945).

## Биография
Родился 4 января 1925 года в станице Батайская (ныне г. Батайск Ростовской области; по другим данным — в селе Койсуг Азовского района) в семье казака. Русский. Член ВКП(б)/КПСС с 1945 года. Работал трактористом. Окончил 7 классов батайской школы № 6, техникум в городе Ростов-на-Дону. Работал трактористом. С июля 1942 года по февраль 1943 года находился на оккупированной территории.
В феврале 1943 года после освобождения города Батайск от гитлеровцев Богданенко призван в Красную Армию и направлен на фронт наводчиком орудия 530-го истребительно-противотанкового артиллерийского полка. В составе 51-й и 44-й армий Южного фронта участвовал в боях в районе Таганрога (Ростовская область), Донбасской и Мелитопольской операциях. В августе 1943 года В.А. Богданенко был первый раз ранен, а за сентябрьские бои получил свою первую награду – медаль «За отвагу».
В декабре 1943 года 530-й истребительно-противотанковый артиллерийский полк был передан 28-й армии (4-й Украинский фронт) и освобождал юг Украины в ходе Никопольско-Криворожской и Березнеговато-Снигирёвской операций. В январе 1944 года Богданенко вновь ранен.
В мае того же года 28-я армия была передислоцирована на 1-й Белорусский фронт и, ведя наступление на слуцком, барановичском, пружанском и брестском направлениях, участвовала в разгроме немецких войск в Белоруссии.
Красноармеец Богданенко отлился в первых же боях по прорыву вражеской обороны. 24 июня он уничтожил два блиндажа, наблюдательный пункт, подавил огонь миномётной батареи, рассеял и частично уничтожил группу гитлеровцев численностью до 20 человек, за что был награждён орденом Красной Звезды.
В дальнейшем в составе своего подразделения он участвовал в форсировании реки Западный Буг и освобождении Польши с выходом к Висле севернее Варшавы.
После пополнения в резерве в октябре 1944 года 28-я армия была передана 3-му Белорусскому фронту, в составе которого участвовала в наступлении в Восточной Пруссии. В январе-марте 1945 года в ходе Восточно-Прусской стратегической операции войска армии прорвали сильно укрепленную оборону противника, и вышли в центральную часть Восточной Пруссии. Богданенко в бою за город Прёйсиш-Эйлау (ныне – Багратионовск Калининградской области) в феврале 1945 года был ранен, но после перевязки вновь вернулся к орудию, точным огнём помог пехоте продвинуться вперёд, за что был награждён орденом Славы 3-й степени.
После ликвидации окруженных в районе Кенигсберга войск гитлеровцев 28-я армия была передана 1-му Украинскому фронту и в его составе участвовала в Берлинской операции.
Наводчик орудия сержант Богданенко отличился в боях на подступах к Берлину (Германия).
Наводчик орудия 530-го истребительно-противотанкового артиллерийского полка — сержант Богданенко отличился в боях в районе деревни Куммерсдорф (40 км южнее Берлина, Германия). 30 апреля 1945 года он подбил 2 танка и 2 БТР врага. Когда противник окружил батарею, сражался до последнего снаряда и патрона. Прорываясь из окружения, вступил в рукопашную схватку, уничтожил гранатой пулемет и несколько гитлеровцев.
Указом Президиума Верховного Совета СССР от 27 июня 1945 года за мужество, отвагу и героизм, проявленные в борьбе с немецко-фашистскими захватчиками, сержанту Богданенко Виктору Александровичу присвоено звание Героя Советского Союза с вручением ордена Ленина и медали «Золотая Звезда»»(№ 7994).
Член КПСС с 1945 года.
Войну закончил в Чехословакии. В 1948 году старшина Богданенко демобилизован.
Жил и работал в Батайске. Работал дежурным по отправлениям на железнодорожной станции. Почётный гражданин города Батайск. Долгое время возглавлял городской совет ветеранов.
Умер 9 мая 2002 года в г. Батайске Ростовской области, был последним из живых батайчан — Героев Советского Союза.
Жена — Римма Петровна, жила в Батайске.

## Память
- Бронзовые бюсты шестерых батайчан — Героев Советского Союза — установлены у мемориала «Клятва поколений» в Батайске.[5]
- Увековечен[ https://foto.pamyat-naroda.ru/hero/2038100 на сайте МО РФ «Дорога памяти»]

## Награды и звания
- Медаль «Золотая Звезда» Героя Советского Союза № 7994 (28.06.1945).[6]
- Орден Ленина (28.06.1945).[6]
- Орден Славы 3 степени (7.03.1945)[3]
- Орден Красной Звезды (10.08.1944)[4]
- Орден Отечественной войны 1 степени (11.03.1985)[7]
- медали, в том числе:
- Медаль «За отвагу» (2.09.1943)[3]
- Медаль «За оборону Кавказа» (05.1943)[8]
- «В ознаменование 100-летия со дня рождения Владимира Ильича Ленина» (6 апреля 1970)
- «За победу над Германией в Великой Отечественной войне 1941—1945 гг.» (9.5.1945)[9]
- «20 лет Победы в Великой Отечественной войне 1941—1945 гг.» (7 мая 1965[10])
- «30 лет Победы в Великой Отечественной войне 1941—1945 гг.»[11]
- Медаль «Сорок лет Победы в Великой Отечественной войне 1941—1945 гг.»[12]
- Юбилейная медаль «50 лет Победы в Великой Отечественной войне 1941—1945 гг.»[13]
- «Ветеран труда»
- «30 лет Советской Армии и Флота»[14]
- «40 лет Вооружённых Сил СССР»[15]
- «50 лет Вооружённых Сил СССР» (26 декабря 1967[16])
- «60 лет Вооружённых Сил СССР» (28 января 1978[17])
- Знак «25 лет победы в Великой Отечественной войне» (1970)

- Почётный железнодорожник
- Почётный гражданин Батайска (1982)